# سانی (فیلم ۱۹۳۰)
سانی (انگلیسی: Sunny) فیلمی در ژانر موزیکال به کارگردانی ویلیام آ. سی تر است که در سال ۱۹۳۰ منتشر شد. از بازیگران آن می‌توان به مریلین میلر اشاره کرد.